# Zsolt Becsey
Zsolt László Becsey, madžarski ekonomist, diplomat in politik, * 12. januar 1964, Szeged.
Med letoma 2004 in 2009 je bil poslanec v Evropskem parlamentu.